# أناستاسيو سوموزا
أناستاسيو سوموزا (بالإسبانية: Anastasio Somoza García) (1 فبراير 1896 م - 29 سبتمبر 1956م)، الرئيس الحادي والعشرين لجمهورية نيكاراغوا. حكم البلاد لفترتين (الفترة الأولى: من 1 يناير 1937 م - إلى 1 مايو 1947م) و(الفترة الثانية: من 21 مايو 1950 م - إلى 29 سبتمبر 1956 م). تم اغتياله يوم 21 سبتمبر 1956 بطلق ناري، من طرف الشاعر ريغوبيرتو لوبيز بيريز في مدينة ليون النيكاراغوية، وتوفي بعد عدة أيام في أحد مستشفيات منطقة قناة بنما. خلفه ابنه الأكبر لويس سوموزا.

## ولادته ونشأته
ولد أناستاسيو سوموزا في سان ماركوس 1 فبراير 1896 م، كان أبوه مُزارع في مزارع البن. درس في قريته ثم في فيلادلفيا حيث التقى سلفادورا ديبايل التي تنتمي إلى أسرة نيكاراغوية ثريّة، وتزوّجها.
عاد سوموزا وزوجته إلى نيكاراغوا، حيث جرّب خوض تجربة ممارسة التجارة، ثم سلك طريق السياسة.
ومن حيث الجوّ السياسي، قامت الولايات المتحدة في نهاية القرن التاسع عشر بالتدخل في الحرب الأهلية الإسبانية في كوبا، ورسّخت سيطرتها على بنما بهدف شق قناة هناك، وقد عرضت نيكاراغوا فكرة شق بديلة لوصل المحيط الأطلسي مع المحيط الهادئ، لكن نيكاراغوا افتقدت الاستقرار الذي يشجع على الاستمرار.
في عام 1909 م قام الفريق خوان إيسترادا بانقلاب مدعوم من شركات أمريكية كبرى، ولكن قوات الرئيس زيلايا تفوّقت عدديًا وطلبت تدخّل الحكومة الأمريكية. وتحت قناع حماية الرعايا الأمريكيين جاءت أعداد من قوات المشاة البحرية المارينز إلى نيكاراغوا لكنها فشلت أمام قوّات زيلايا، وهنا لجأت واشنطن إلى الضغط السياسي والاقتصادي إلى أن اضطرت زيلايا إلى التنازل عن رئاسة البلاد.
نصبت واشنطن حكومة مناسبة في نيكاراغوا فترة من الوقت، ثم خلعت الفريق إيسترادا ونصبت أدولفو دياز ودعمته بالألوف من جنود مشاة البحرية المارينز عام 1912م لقمع المعارضة المطالبة بالديمقراطية، وظلّت القوات هناك عشرين سنة كاملة، وحصلت واشنطن على إقرار بحصر حقوق شقّ قناة نيكاراغوا بالولايات المتحدة الأمريكية.
يوم 24 /11 / 1928م رتّبت واشنطن أول انتخابات حرّة في تاريخ نيكاراغوا، وفاز خوسيه ماريا مونكادا تابيا الليبرالي، فيما بدأ ساندينو حرب عصابات واسعة في الجبال والغابات.
صار سوموزا مديراً في الضرائب، ثم محافظاً لمنطقة ليون، ثم وزيرًا لدى كوستا ريكا، ثم وزيرًا للعلاقات الخارجية.
في عام 1932م فاز الزعيم الليبرالي خوان ساكاسا الانتخابات، وفي بداية عام 1923م قررت واشنطن اتباع سياسة جديدة، بحيث تسحب قوّاتها من نيكاراغوا بعد تأمين مصالحها في تلك البلاد. ومن أجل عمل ذلك، قام الفريق كالفين ماثيو قائد قوات الحرس القومي القادم مع القوات الأمريكية بتعيين أناستاسيو سوموزا رئيساً للحرس الوطني، وهو تنظيم حربي أنشأته واشنطن للسيطرة في نيكاراغوا.

ومنذ اليوم الأول، قال سوموزا: سأمنح بلادي جوّ من الاستقرار والوحدة الوطنية إذا سهّلت لي واشنطن قتل كل أنسان نيكاراغوي يحاول الوقوف في طريقي.

## سيطرته على الحزب الليبرالي الحاكم
بدأ سوموزا يبسط السيطرة على الحزب الليبرالي الحاكم وشدّد قبضته على الحرس القومي. وعندما عقد ساندينو سلماً مع الحكومة، لم يرضَ سوموزا بذلك، وفي يوم 21 / 2 / 1934 م
أمر رجال الحرس القومي باغتيال ساندينو. وقد عُرف أنّه يقتل الناس بقذفهم أحياء في قلب فوهة بركان متفجّر نشط وهو بركان ماسايا، وسلّط رجاله مرة لقتل نزلاء أحد السجون وهم عزّل.

## توليه منصب رئاسة نيكاراغوا

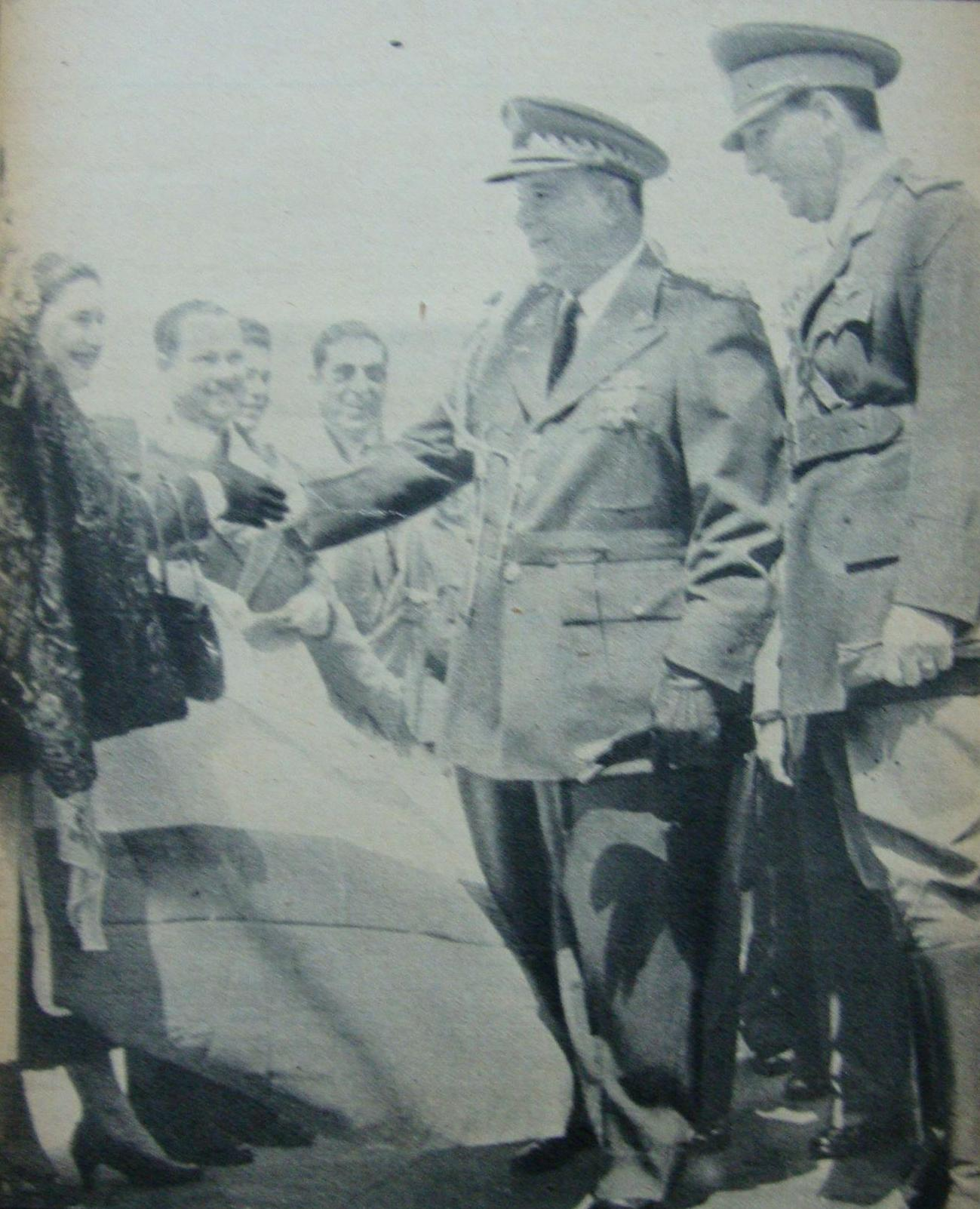
أناستاسيو سوموزا مع الرئيس الأرجنتيني خوان بيرون

توجهت أنظار سوموزا نحو منصب الرئاسة، فقرر إزاحة عمّه الرئيس ساكازا عن كرسي الحكم، وتحقق له ذلك عام 1936م عندما نفي عمّه، وأجرى انتخابات أوصله إلى منصب الرئيس، وعدّل الدستور ليصبح على مقاس سوموزا تماماً.
نشبت الحرب العالمية الثانية، وشعرت واشنطن بالحاجة إلى القواعد عسكرية في نيكاراغوا، وقدم سوموزا التسهيلات لتحقيق ذلك، ونشأت صداقة وطيدة بينه وبين واشنطن.
ولكن بعد انتهاء الحرب سقطت الأنظمة الدكتاتورية في غواتيمالا والسلفادور وفنزويلا، وهنا شعرت واشنطن بضرورة التخلّي عن سوموزا، فأرسلت نيلسون روكفلر مساعد وزير الخارجية لشؤون القارة الأمريكية إلى السفير الأمريكي في نيكاراغوا لإقناع سوموزا أن إعادة انتخابه عام 1947م سيضّر بالعلاقات بين البلدين.
خضع سوموزا واقترح ترشيح ليوناردو ارغويلو عمره 70 سنة، كمرشح عن الحزب الليبرالي، وفاز ليوناردو في الانتخابات، لكن سوموزا أمر الحرس القومي باختطاف الرئيس وإزاحته عن سدة الحكم، ثم خرج يقول للناس:(لم استخدم العنف الثوري بعد). مارست واشنطن مرة أخرى ضغوطا وجعلت سوموزا يتنحى لصالح فيكتور ما نويل رومان رييس الذي مات بعد ذلك بشهر واحد فقط.
عدّل سوموزا الدستور للمرة العاشرة بحيث يضمن فوزه في انتخابات ونصّب رئيساً يوم 1/ 5 / 1951 م.
في بداية عام 1953م، صار دوايت ايزنهاور رئيساً للولايات المتحدة الأمريكية، وانتشر الخوف من المدّ الشيوعي، ومّرة أخرى روّج سوموزا نفسه كمقاتل في وجه الشيوعية وصديق للولايات المتحدة الأمريكية، وقد ساعدها في الإطاحة بالحكومة الشيوعية القائمة في غواتيمالا.
لم ترغب واشنطن أن تكون الخطّة علنية، فاضطرت إلى إيقاف الغزو فشعر سوموزا بالاكتئاب وقال: «ما الفائدة من الصداقة مع واشنطن؟ إنهم يعاملونني كأني زوجة قديمة وانا أفضّل أن يعاملوني كخليلة صبيّة.»
 أجرى سوموزا بعض الإصلاحات، فاستورد الجرارات تراكتورات وبدأ حملة لاستصلاح الأراضي، واستقدم محاصيل زراعية جديدة مثل القطن والرز، ولكنه في غمرة ذلك لم ينس نفسه، فامتلك مزارع البن والمواشي، وفي عام 1956م تجاوزت ثروته مجموع قيمة الميزانية السنوية لكل نيكاراغوا، فقد امتلك عشرة بالمئة من المزارع، ومصالح في 430 ملكية أخرى، بينما كان متوسط الدخل السنوي للفرد في نيكاراغوا 245 دولاراً فقط، وفي سياق الدكتاتورية، أكثر سوموزا من الظهور في الأماكن العامة ليشيع أمام العالم الخارجي أنه محبوب في أوساط شعبه، وفي ليلة 21 / 9 / 1956م كان يحضر حفلًا أقيم على شرفه في نادي العمّال.

## اغتياله
في وسط الزحام، وقف ريغوبيرتو لوبيز بيريز، والذي كان يمارس بيع أقراص تسجيل الفوتوغراف في السلفادورالمجاورة، وهو المعروف بين أصحابه بكراهيته للدكتاتورية. 

كان الرجل يحمل مسدسا من عيار 38، (نوع سميث وفيسين)، وقد شقّ طريقه بين الجموع، أما سوموزا وحراسه فقد انغمسوا في المجون والموسيقى والرقص. اقترب الرجل من سوموزا وأطلق عليه أربع رصاصات قبل أن يتلقّى بدنه 20 طلقة من أسلحة الحراس.

انتشر الصراخ والعويل في المكان، وقد أصيب سوموزا في ذراعه اليمنى، وكتفه الأيمن وفخذه الأيمن، أما الطلقة الرابعة فقد اخترقت القسم العلوي من فخذه الأيمن ثم استقرت في أسفل الحبل الشوكي. 

انتشرت آلام فظيعة في بدن الديكتاتور، ولكن تنفسه ظل طبيعياً. وعندما اتصل السفير الأمريكي بالبيت الأبيض، قام الرجال في واشنطن بإرسال تعليمات إلى إدارة منطقة قناة بنما لإرسال الأطباء إلى نيكاراغوا بواسطة الطائرة.

في الوقت نفسه، أرسل الرئيس الأمريكي ايزنهاور طائرة تحمل ليونارد هيتون، كبير الجراحين في طاقم الرئاسة لإنقاذ سوموزا.

بعد صراع امتد أربع ساعات لاستخراج الرصاصة من جسم سوموزا، فشل العمل الجراحي، ومات الدكتاتور يوم 29 / 9 / 1956م.

### العواقب المباشر لاغتيال أناستاسيو سوموزا
تسلّم ولدا سوموزا أمور البلاد، فقد كان لويس سوموزا نائباً للرئيس، فصار الآن رئيساً للبلاد، أما أناستاسيو سوموزا الابن فقد استلم قيادة الحرس القومي، وأمر رجاله باعتقال الألوف من معارضي ذلك النظام الدكتاتوري. 

لم يتغيّر شيء في نيكاراغوا عقب الاغتيال بل استمر النهج الدكتاتوري، وتعاقب لويس على الحكم مع شقيقه أناستاسيو، واستمر الشعب يعاني عقوداً من الفقر والاضطهاد والذل والرعب والحرمان، وفي النهاية انفجر الشعب بشكل دراماتيكي. 

وفي يوم 23 / 12 / 1972م انتهى نظام عائلة سوموزا، ووصلت الجبهة الساندينية للتحرير الوطني، إلى قيادة البلاد، وعندها تحرّكت الولايات المتحدة لتزلزل الأرض تحت نيكاراغوا باسم حركة الكونترا، التي تضم من سماهم مدير المخابرات المركزية الأمريكية، المحاربين من أجل الحرّية.

لقد موّلت واشنطن العاصمة، النشاطات الإرهابية لعصابات الكونترا في نيكاراغوا، وانتشرت الرائحة مع فضيحة إيران - كونترا في عهد الرئيس رونالد ريغان. 

وفي يوم 17 / 9 / 1980م، اغتيل أناستاسيو سوموزا الابن في حادث تفجير سيارة في المنفى، بعد 24 سنة من اغتيال والده.

## روابط خارجية
- أناستاسيو سوموزا على موقع الموسوعة البريطانية (الإنجليزية)
- أناستاسيو سوموزا على موقع مونزينجر (الألمانية)